# Prionopeltis cervinus
Prionopeltis cervinus är en mångfotingart som beskrevs av Pocock 1895. Prionopeltis cervinus ingår i släktet Prionopeltis och familjen orangeridubbelfotingar. Inga underarter finns listade i Catalogue of Life.